# کیکی (دفتر خاطرات)
کیکّی (به ژاپنی: 吉記) یادداشت‌ها و دفتر خاطرات روزانه نوشته شده توسط کوگه (مقام وابسته به دربار) یوشیدا تسونه‌فوسا (مرگ ۱۱۴۲–۱۲۰۰ میلادی) است که در اواخر دوره هی‌آن نوشته شده‌است. این یادداشت‌ها یکی از منابع در مورد حوادث نبرد بین خاندان‌های میناموتو و تایرا است.